# Nguélou
Nguélou est une localité du Sénégal, située dans le département de Guinguinéo et la région de Kaolack.
C'est le chef-lieu de l'arrondissement de Nguélou depuis la création de celui-ci par un décret du 10 juillet 2008.
On y dénombre 703 personnes et 80 ménages.
Nguélou est le village natal de l'ancien ministre Farba Senghor.